# 13286 Adamchauvin
13286 Adamchauvin (1998 QK53) là một tiểu hành tinh được phát hiện ngày 20 tháng 8 năm 1998 bởi Lowell Observatory Near-Earth Object Search.